# Henrica van Erp

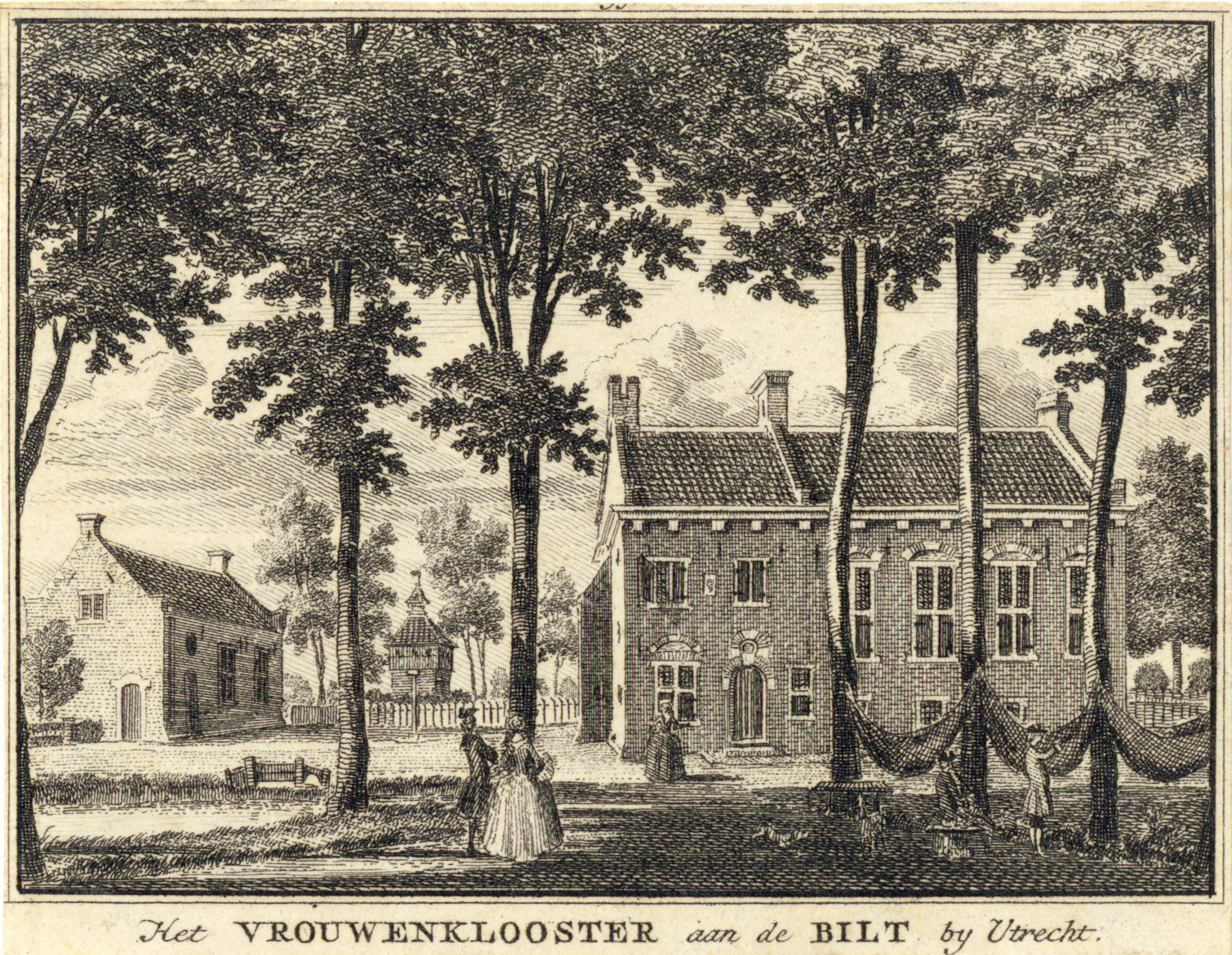
Gezicht op enkele gebouwen van het voormalige klooster Oostbroek bij De Bilt

Henrica van Erp (ca. 1480 – De Bilt, 26 december 1548), was abdis van het vrouwenklooster Oostbroek en schrijfster van een kloosterkroniek.

## Biografie
Henrica van Erp werd geboren als dochter van ridder Johan van Erp en Hildegunda Heins of Heijm. Johan van Erp was verwant aan de Bossche schepenfamilie Van Erp. Henrica had een zuster Jacoba van Erp, die van 1520 tot 1558 of 1559 abdis was van het Cisterciënzerklooster Het Munster in Roermond. Haar broer Jan van Erp was tussen 1505 en 1521 hoogschout van 's-Hertogenbosch.
Henrica van Erp werd vermoedelijk als kind door haar ouders in het klooster Oostbroek (De Bilt) geplaatst. Op 15 september 1503 werd haar verkiezing tot abdis van het Vrouwenklooster Oostbroek in een akte bevestigd. Ze gaf ruim 45 jaar leiding aan het klooster. Henrica van Erp droeg verantwoordelijkheid voor het bestuur en hield toezicht op handhaving van het goederenbezit. Uit de aantekeningen in de kroniek die zij schreef komt een daadkrachtige vrouw naar voren.
Na haar overlijden werd zij begraven in de abdijkerk.

## Kroniek
Henrica van Erp schreef tijdens haar ambtsvervulling een kroniek van het klooster. Het originele handschrift is verloren gegaan. Aan het einde van de zeventiende eeuw heeft de Amsterdamse amateurhistoricus Andries Schoemaker (1660-1735) een afschrift (uittreksel) van het handschrift gemaakt, dat zich in de collectie van de Universiteitsbibliotheek Utrecht bevindt. Het afschrift van Schoemaker werd in 1698 uitgegeven door Antonius Matthaeus.
De kroniek, die aantekeningen bevat over gebeurtenissen die in en rond het klooster plaatsvonden, is vermoedelijk grotendeels door de abdis zelf geschreven. Henrica van Erp staat echter ook zelf in de kroniek vermeld, in aantekeningen die in de periode van haar ambtsvervulling door anderen zijn geschreven. De kroniek loopt bovendien door tot na de dood van Henrica van Erp, met aantekeningen over de periode 1549-1583, onder de abdissen Johanna van Hardenbroek (1549-1570), Maria van Zuylen (1570-1579) en Catharina van Oostrum (1580 - ca. 1589).
De kroniek werd in 2010 uitgegeven en van uitgebreid commentaar voorzien door Anne Doedens en Henk van Looijestein. Op dit werk zijn de transcriptie en hertaling gebaseerd die horen bij de gedigitaliseerde uitgave, een samenwerkingsproject van Het Utrechts Archief en de Universiteitsbibliotheek Utrecht. Deze digitale uitgave van de kroniek is in te zien op de website Utrechtse Kronieken.

## Trivia
In De Bilt is de Henrica van Erpweg naar de abdis vernoemd.